# Ambrosiuskerk (Waalwijk)
De Ambrosiuskerk is een protestants kerkgebouw in Waalwijk.
Oorspronkelijk was deze kerkgemeente van Gereformeerde signatuur, maar tijdens het Samen op Weg-proces overgegaan in PKN en vormt nu daarvan een wijkgemeente, samen met de Kerk aan de Haven.
Het gebouwontwerp van Wout Ingwersen is geïnspireerd door de Franse kapel Notre Dame du Haut.

## Rockdienst
Op 28 januari 2007 was er een van de eerste 'U2-diensten' van ds. Jan Andries de Boer in de kerk van zijn oude gemeente in Waalwijk.